# Deft
Kim Hyuk-kyu (Hangul: 김혁규, sinh ngày 23 tháng 10 năm 1996 tại Seoul, Hàn Quốc) hay Deft (tiếng Hàn: 데프트) là một tuyển thủ Liên Minh Huyền Thoại chuyên nghiệp người Hàn Quốc hiện đang tạm dừng thi đấu để thực hiện nghĩa vụ quân sự theo luật Hàn Quốc (chưa giải nghệ). Năm 2018, anh cùng với những người đồng đội của mình ở KT Rolster được chọn làm một trong những người rước đuốc của Thế vận hội Mùa đông PyeongChang 2018. Năm 2022, Deft cùng với những người đồng đội ở DRX vô địch Chung kết Thế giới Liên Minh Huyền Thoại 2022.

## Tiểu sử
Kim Hyuk-kyu sinh ngày 23 tháng 10 năm 1996 tại Seoul, Hàn Quốc. Anh theo học tại Trường Phổ thông Mapo – cùng trường cấp ba với Faker của T1.
Trước khi ăn tập chuyên nghiệp, anh thường chơi Sudden Attack. Deft là người hâm mộ của câu lạc bộ bóng đá Tottenham Hotspur và cầu thủ đá bóng người Hàn Quốc Son Heung-min. Anh thường chơi Liên Minh Huyền Thoại ở máy chủ Bắc Mỹ trước khi chính thức luyện tập nghiêm túc vào năm 2011.
Vị tướng yêu thích của Deft là Jinx.

## Sự nghiệp

### Mùa 3
Ngày 18 tháng 2 năm 2013, Deft gia nhập MVP Blue  và chính thức có trận đấu ra mắt vào ngày 3/4/2013 đối đầu với NaJin Black Sword. Đội tuyển này kết thúc với vị trí 9-12 vào mùa xuân 2013 và 9-16 ở giải mùa hè 2014.

### Mùa 4
Ngày 6 tháng 9 năm 2013, Deft gia nhập Samsung Blue. Đội tuyển này đã gặt hái nhiều thành công với việc đứng thứ 5-8 ở Mùa đông 2013, Vô địch Mùa xuân 2014 và Á quân Mùa hè 2014 giải vô địch quốc nội Hàn Quốc, từ đó đủ điều kiện để tham gia Chung kết thế giới Liên Minh Huyền Thoại 2014. Ở Chung kết thế giới năm này, đội tuyển của anh lọt tới bán kết, tuy nhiên thất bại trước chính đội Samsung White cùng thuộc tổ chức Samsung – cũng chính họ lên ngôi vô địch trong năm đó. Ngày 31 tháng 10 năm 2014, trong thông báo của mình trên tài khoản Facebook cá nhân – anh chính thức rời khỏi Samsung Blue.

### Mùa 5
Ngày 11 tháng 11 năm 2014, Deft gia nhập Edward Gaming cùng với người đồng đội cũ ở tổ chức Samsung, khi đó đang là đương kim vô địch thế giới – PawN.
Bộ đôi này đã đạt được nhiều thành công ở LPL trong năm 2015 khi vô địch giai đoạn mùa Xuân, đạt đủ điều kiện để tham gia Chung kết thế giới Liên Minh Huyền Thoại mùa 5 vào mùa Hè và là đội tuyển đầu tiên vô địch Mid-Season Invitational – giải đấu mới được thành lập vào năm 2015 dành cho tất cả các đội tuyển vô địch từng khu vực lớn tham gia giữa giai đoạn Xuân và Hè. Tuy nhiên ở Chung kết thế giới – EDG sớm bị loại ở tứ kết khi thất bại 0-3 trước Fnatic.

### Mùa 6
Deft tiếp tục ở lại Edward Gaming thêm một năm nữa, khi mà đội tuyển của anh tiếp tục đạt thành tích tốt khi về nhì ở giai đoạn mùa Xuân – vô địch giai đoạn mùa Hè của giải vô địch Liên Minh Huyền Thoại Trung Quốc năm 2016. Ở cả hai loạt trận chung kết, họ đều chạm trán Royal Never Give Up, thất bại 3-1 ở mùa Xuân và chiến thắng 3-0 ở mùa Hè. Thành tích này cũng giúp Deft và đồng đội được tham dự Giải vô địch thế giới Liên Minh Huyền Thoại 2016, tuy nhiên lại tiếp tục thất bại 1-3 trước ROX Tigers ở Tứ kết. Sau thất bại này, Deft trở về quê nhà Hàn Quốc.
Trong thời gian này, Deft trở thành tuyển thủ chuyên nghiệp thứ 7 đạt mức 1000 điểm hạ gục vào ngày 26 tháng 8 năm 2016.
Ngày 31 tháng 10 năm 2016, trong khi đang diễn ra Demacia Cup 2016, cả Deft và PawN đều thông báo về việc sẽ rời khỏi EDG. Ngày 14 tháng 11, cặp đôi này chính thức rời khỏi đội tuyển đến từ Trung Quốc.

### Mùa 7
Ngày 30 tháng 11 năm 2016, Deft chính thức gia nhập KT Rolster cùng với người bạn thân PawN, người chơi đường trên cũ của ROX Tigers là Smeb và người chơi hỗ trợ cũ của RNG là Mata – họ cùng với nhau đã tạo ra "Đại chiến Viễn thông" – cuộc đối đầu có tỉ suất người xem cao nhất với SK Telecom T1 – sau này là T1. Hai đội này gặp nhau tại Chung kết LCK mùa Xuân 2017, ở đó KT của Deft thất bại 0-3 và Bán kết LCK mùa Hè 2017 nhưng KT tiếp tục thất bại với tỉ số sát nút 2-3.
Thất bại ở bán kết mùa hè khiến cho họ phải tham gia Vòng loại Khu vực Hàn Quốc nếu như muốn tham gia Giải vô địch thế giới Liên Minh Huyền Thoại 2017 do chưa đủ điểm tích lũy trong mùa giải. Ở Vòng loại Khu vực, KT thất bại trước Samsung Galaxy – đội tuyển lên ngôi vô địch thế giới mùa đó với tỉ số 0-3, từ đó không thể tham gia Chung kết thế giới.

### Mùa 8
Deft cùng với đội tuyển KT Rolster không một ai rời khỏi đội tuyển – kể cả sau khi đã trải qua một mùa giải không mấy thành công. Họ đã về thứ 3 ở mùa Xuân 2018 và vô địch mùa Hè 2018 – khi họ chiến thắng đội tuyển ngựa ô Griffin với tỉ số 3-2 – đây cũng là danh hiệu vô địch LCK lần thứ hai của Deft. Trong thời gian đó, KT Rolster được lựa chọn để tham gia Đại chiến Khu vực 2018 (khu vực có sự xuất hiện của LPL – LCK và LMS) cùng với Kingzone DragonX, Afreeca Freecs và SK Telecom T1 và thất bại 2-3 trước LPL.
KT Rolster cũng thành công tham gia Giải vô địch thế giới Liên Minh Huyền Thoại 2018, khi họ có một trong những loạt trận căng thẳng ở Tứ kết với đội tuyển vô địch năm đó – Invictus Gaming, chung cuộc KT thất bại với tỉ số 2-3.
Ngày 20 tháng 11 năm 2018, Deft chính thức rời khỏi KT Rolster.

### Mùa 9
Sau đó 5 ngày – ngày 25 tháng 11 năm 2018, Kingzone DragonX thông báo về việc đã có chữ kí của Deft. Ở giai đoạn mùa Xuân 2019, họ về thứ 3, tuy nhiên lại gây thất vọng ở giai đoạn mùa Hè cùng năm khi chỉ về thứ 7 và cũng là lần đầu tiên – Deft không được tham dự playoff tranh chức vô địch của một kì LCK. Tuy nhiên, do có vị trí tốt ở mùa Xuân, họ được quyền tham gia Vòng loại Khu vực – nhưng lại không may mắn thất bại trước DAMWON Gaming với tỉ số 2-3, từ đó không thể tham gia Giải vô địch thế giới Liên Minh Huyền Thoại 2019.
Trong thời gian này, Deft cũng trở thành tuyển thủ thứ 9 đạt mốc một nghìn điểm hạ gục ở LCK vào ngày 21 tháng 3 năm 2019, khi sử dụng vị tướng Ezreal hạ gục Aatrox của Kingen khi đối đầu với KT Rolster. Điều này cũng khiến anh trở thành tuyển thủ đầu tiên – và là duy nhất cho tới hiện tại đạt 1000 điểm hạ gục ở hai khu vực khác nhau.

### Mùa 10
Có một sự kiện đáng chú ý rằng sau khi kết thúc Chung kết Thế giới mùa thứ 9, dù không được tham dự cùng với Kingzone DragonX – sau này đổi tên thành DragonX, nhưng Deft vẫn thông báo về việc sẽ ở lại với đội tuyển – mặc dù không có đồng đội nào chọn tiếp tục gắn bó. Pyosik và Zeka được đôn lên từ đội Academy của DragonX, vị trí đường giữa và đường trên được bổ sung bởi bộ đôi tới từ Griffin là Chovy và Doran.
DragonX về 3 ở mùa Xuân 2020 và Á quân ở mùa Hè 2020 khi thất bại 0-3 trước DAMWON Gaming tại giải vô địch quốc nội Hàn Quốc – từ đó giúp họ đủ điều kiện tham gia Mid-Season Streamathon 2020 và Chung kết Thế giới mùa 10. Tại giải Mid-Season, họ đứng thứ 2 sau giai đoạn vòng bảng với hiệu số 2-1, nhưng lại để thua cả hai trận tie-break. Tại Chung kết Thế giới, họ lại tiếp tục thất bại trước DWG với tỉ số 0-3 ở Tứ kết, đội tuyển mà sau đó cũng lên ngôi vô địch Thế giới.
Ngày 17 tháng 10 năm 2020, khi mà hợp đồng hết hiệu lực, cả Deft – Chovy – Doran và người chơi vị trí hỗ trợ là Keria đều được thông báo đã rời khỏi DragonX.

### Mùa 11
Đúng 1 tuần sau – ngày 23 tháng 10 năm 2020, đội tuyển tiếp theo có sự phục vụ của Deft là Hanwha Life Esport. HLE đã gặp nhiều khó khăn trong giai đoạn mùa Xuân 2021 – tuy nhiên vẫn thành công giành vị trí thứ 3 chung cuộc khi chiến thắng 3-2 trước Nongshim RedForce. Sự khó khăn trắc trở này tiếp tục kéo dài tới mùa Hè, khi đội chỉ về thứ 8 – đây là thứ hạng thấp nhất mà Deft phải chịu kể từ sau năm 2013.
Tuy nhiên, Deft cũng gặt hái một vài thành tích cho bản thân. Ngày 4 tháng 2 năm 2021, anh chiến thắng ván đấu thứ 300 của mình tại LCK trước Afreeca Freecs. Ngày 14 tháng 3 năm 2021 – Deft trở thành tuyển thủ thứ ba thi đấu 500 ván ở LCK – với một chiến thắng trước Liiv SANDBOX.
Mặc dù xếp rất thấp ở mùa Hè, việc có 50 điểm khi về ba ở mùa Xuân giúp Hanwha Life đủ điều kiện tham gia Vòng loại Khu vực Hàn Quốc để tranh suất đi Giải vô địch thế giới Liên Minh Huyền Thoại 2021. Họ đã thực hiện một hành trình khó tin – mặc dù bị xếp thấp nhất khi lần lượt đánh bại Liiv SANDBOX 3-1, sau đó là Nongshim RedFore 3-0, từ đó giúp cho HLE được tham gia Chung kết Thế giới. Trong trận đấu quyết định suất thứ 3 – thứ 4, họ thất bại sát nút 2-3 trước T1, từ đó về nhì ở Vòng loại Khu vực và phải xuất phát từ Vòng Khởi động (Play-in). Dù vậy, Hanwha Life Esports vẫn dễ dàng vượt qua Vòng Khởi động với vị trí thứ 2 – sau đó là Vòng Bảng với vị trí thứ 2 bảng B, nhưng lại thất bại 0-3 trước T1 ở Tứ kết.
Ngày 16 tháng 11 năm 2021, lại một lần nữa sau khi hợp đồng đáo hạn, Deft và Chovy cùng nhau rời khỏi Hanwha Life Esports.
Ngày 4 tháng 12 năm 2021, sau khi Chovy thông báo sẽ tới Gen.G, Deft quay trở lại đầu quân cho DragonX.

### Mùa 12 – Hoàn thành bộ sưu tập danh hiệu
Sau khi quay trở lại, Deft và DragonX có khởi đầu tương đối chật vật với 3 thất bại liên tiếp trước Liiv SANDBOX – Gen.G và T1. Chiến thắng đầu tiên của họ trong mùa Xuân 2022 là trước Kwangdong Freecs với tỉ số 2-0.
Ngày 11 tháng 2 năm 2022, Deft chính thức đạt cột mốc 3000 điểm hạ gục – trở thành tuyển thủ chuyên nghiệp đầu tiên làm được điều này, hơn cả Uzi và Faker. Cùng tháng đó, Deft cũng chính thức thi đấu ván đấu chuyên nghiệp thứ 1000 – trở thành người đầu tiên đạt được cột mốc này. Ngày 24 tháng 2 năm 2022, Deft trở thành tuyển thủ chuyên nghiệp thứ 2 – người đầu tiên chơi vị trí xạ thủ có 2000 điểm hạ gục tại LCK, cùng ngày anh cũng đồng thời thi đấu ván thứ 600 của mình tại LCK.
Tuy nhiên, DragonX chỉ về thứ 5 ở mùa Xuân 2022 khi thất bại 2-3 trước Kwangdong Freecs. Mọi chuyện không khá hơn ở giải mùa hè, khi họ tiếp tục đứng vị trí thứ 6 sau khi thua 1-3 trước Liiv SANDBOX.
Ngày 4 tháng 9 năm 2022, Deft và những người đồng đội của mình thành công trong việc trở thành đại diện cuối cùng của Hàn Quốc tham dự Chung kết Thế giới Liên Minh Huyền Thoại mùa 12 tại Bắc Mỹ khi đã đánh bại cả KT Rolster và Liiv SANDBOX với tỉ số sát nút 3-2, tuy nhiên một lần nữa Deft phải tiếp tục xuất phát từ Vòng Khởi động.
Ở Chung kết Thế giới, họ vượt qua giai đoạn Play-in với thành tích bất bại 5-0, tiếp tục chiến thắng ở vòng bảng khi đứng đầu bảng C với hiệu số 5-2, và lội ngược dòng trước Edward Gaming ở Tứ kết với tỉ số 3-2 khi đã bị dẫn trước tới 2 ván – đây là lần thứ hai có một đội tuyển làm được điều này tại Chung kết Thế giới, sau khi TOP Esports làm điều tương tự trước Fnatic vào năm 2020. Đây cũng đồng thời là lần thứ hai kể từ năm 2014 cùng với Samsung Blue 8 năm trước (4 tháng 10 năm 2014 – 24 tháng 10 năm 2022, tức 2942 ngày), Deft được tham dự một trận Bán kết của CKTG. Ở trận Bán kết, DRX tiếp tục đả bại Gen.G thuyết phục 3-1 để chấm dứt chuỗi 13 ván thua liên tiếp trước đội tuyển này. Ở trận Chung kết vào ngày 5 tháng 11 năm 2022 tại San Francisco – đối thủ của DragonX là T1, đội tuyển của Faker đã thắng DRX ở cả lượt đi, lượt về giai đoạn mùa Xuân và mùa Hè năm 2022 của LCK. Tuy nhiên, DRX đã giành chiến thắng với tỉ số 3-2, trở thành đội tuyển thứ tư tới từ Hàn Quốc – sau SK Telecom T1 (2013, 2015, 2016), Samsung Galaxy (2017) và DAMWON Gaming (2020) vô địch Chung kết Thế giới, cũng từ đó giúp Deft hoàn thành bộ sưu tập danh hiệu của mình, khi gồm có:
- 4 chức vô địch các giải quốc nội là: League of Legends Champions Korea (Hàn Quốc) – Hè 2017, Xuân 2018 với Longzhu Gaming (sau này là DRX; League of Legends Pro League (Trung Quốc) – Xuân 2015 và Hè 2016 với Edward Gaming.
- 5 chức vô địch các giải thứ cấp là Demacia Cup (Trung Quốc) – 4 lần và KeSPA Cup (Hàn Quốc) – 1 lần
- Chức vô địch Mid-Season Invitational năm 2015.
- Chưc vô địch Chung kết Thế giới Liên Minh Huyền Thoại mùa 12 năm 2022.

## Thành tích
| Năm  | Đội tuyển           | Sự kiện/Giải đấu                                                    | Thứ hạng    |
| ---- | ------------------- | ------------------------------------------------------------------- | ----------- |
| 2013 | MVP Blue            | League of Legends Club Masters                                      | Chiến thắng |
| 2013 | MVP Blue            | OLYMPUS Champions Xuân 2013                                         | 9-12        |
| 2013 | MVP Blue            | AMD-INVEN GamExperience                                             | 4           |
| 2013 | MVP Blue            | GIGABYTE NLB Hè 2013                                                | 9-12        |
| 2013 | MVP Blue            | HOT6iX Champions Hè 2013                                            | 9-16        |
| 2013 | Samsung Blue        | 2013 World Cyber Games Korea Qualifiers                             | Á quân      |
| 2014 | Samsung Blue        | PANDORA.TV Champions Đông 2013-2014                                 | 5-8         |
| 2014 | Samsung Blue        | ZOTAC NLB Đông 2013-2014                                            | 3           |
| 2014 | Samsung Blue        | HOT6iX Champions Xuân 2014                                          | Chiến thắng |
| 2014 | Samsung Blue        | SKT LTE-A LoL Masters 2014                                          | Chiến thắng |
| 2014 | Samsung Blue        | HOT6iX Champions Hè 2014                                            | Á quân      |
| 2014 | Samsung Blue        | Giải vô địch thế giới Liên Minh Huyền Thoại 2014                    | 3-4         |
| 2014 | Edward Gaming       | G-League 2014                                                       | Vô địch     |
| 2015 | Edward Gaming       | 2015 Demacia Cup mùa Xuân                                           | Vô địch     |
| 2015 | Edward Gaming       | Tencent LoL Pro League Xuân 2015                                    | Vô địch     |
| 2015 | Edward Gaming       | Mid-Season Invitational 2015                                        | Vô địch     |
| 2015 | Edward Gaming       | 2015 Demacia Cup mùa Hè                                             | Vô địch     |
| 2015 | Edward Gaming       | Tencent LoL Pro League Hè 2015                                      | 4           |
| 2015 | Edward Gaming       | Vòng loại Khu vực Trung Quốc năm 2015                               | Chiến thắng |
| 2015 | Edward Gaming       | Giải vô địch thế giới Liên Minh Huyền Thoại 2015                    | 5-8         |
| 2015 | Edward Gaming       | 2015 Demacia Cup Grand Final                                        | Vô địch     |
| 2016 | Edward Gaming       | Tencent LoL Pro League Xuân 2016                                    | 2           |
| 2016 | Edward Gaming       | Tencent LoL Pro League Hè 2016                                      | Vô địch     |
| 2016 | Edward Gaming       | Giải vô địch thế giới Liên Minh Huyền Thoại 2016                    | 5-8         |
| 2016 | Edward Gaming       | 2016 Demacia Cup                                                    | Vô dịch     |
| 2017 | KT Rolster          | League of Legends Champions Korea Xuân 2017                         | Á quân      |
| 2017 | KT Rolster          | Liên Minh Huyền Thoại – Khu vực đại chiến 2017: LCK – LPL – LMS     | Á quân      |
| 2017 | KT Rolster          | League of Legends Champions Korea Hè 2017                           | 3           |
| 2017 | KT Rolster          | Vòng loại Khu vực Hàn Quốc năm 2017                                 | 2           |
| 2017 | KT Rolster          | League of Legends KeSPA Cup 2017                                    | Vô địch     |
| 2018 | KT Rolster          | League of Legends Champions Korea Xuân 2018                         | 3           |
| 2018 | KT Rolster          | Liên Minh Huyền Thoại – Khu vực đại chiến 2018: LCK – LPL – LMS     | Á quân      |
| 2018 | KT Rolster          | League of Legends Champions Korea Hè 2018                           | Vô địch     |
| 2018 | KT Rolster          | Giải vô địch thế giới Liên Minh Huyền Thoại 2018                    | 5-8         |
| 2018 | KING-ZONE DragonX   | League of Legends KeSPA Cup 2018                                    | 5-8         |
| 2019 | KING-ZONE DragonX   | Woori Bank League of Legends Champions Korea Xuân 2019              | 3           |
| 2019 | KING-ZONE DragonX   | Liên Minh Huyền Thoại – Khu vực đại chiến 2019: LCK – LPL – LMS/VCS | Chiến thắng |
| 2019 | KING-ZONE DragonX   | Woori Bank League of Legends Champions Korea Hè 2019                | 7           |
| 2019 | KING-ZONE DragonX   | Vòng loại Khu vực Hàn Quốc năm 2019                                 | 2           |
| 2020 | DragonX             | League of Legends KeSPA Cup 2019                                    | 3-4         |
| 2020 | DragonX             | Woori Bank League of Legends Champions Korea Xuân 2020              | 3           |
| 2020 | DragonX             | Mid-Season Streamathon 2020                                         | 5-6         |
| 2020 | DragonX             | Woori Bank League of Legends Champions Korea Hè 2020                | Á quân      |
| 2020 | DragonX             | Giải vô địch thế giới Liên Minh Huyền Thoại 2020                    | 5-8         |
| 2020 | LCK                 | League of Legends All-Star 2020 (LCK vs. LPL)                       | Chiến thắng |
| 2020 | Hanwha Life Esports | League of Legends KeSPA Cup 2020                                    | 3-4         |
| 2021 | Hanwha Life Esports | Woori Bank League of Legends Champions Korea Xuân 2021              | 3           |
| 2021 | Hanwha Life Esports | Woori Bank League of Legends Champions Korea Hè 2021                | 8           |
| 2021 | Hanwha Life Esports | Vòng loại Khu vực Hàn Quốc năm 2021                                 | 2           |
| 2021 | Hanwha Life Esports | Giải vô địch thế giới Liên Minh Huyền Thoại 2021                    | 5-8         |
| 2022 | DRX                 | League of Legends Champions Korea Xuân 2022                         | 5           |
| 2022 | DRX                 | League of Legends Champions Korea Hè 2022                           | 6           |
| 2022 | DRX                 | Vòng loại Khu vực Hàn Quốc năm 2022                                 | 2           |
| 2022 | DRX                 | Giải vô địch thế giới Liên Minh Huyền Thoại 2022                    | Vô địch     |